# Bootylicious
"Bootylicious" é uma canção do girl group americano Destiny's Child para seu terceiro álbum de estúdio Survivor (2001). Foi escrito e produzido por Rob Fusari, Beyoncé e Falonte Moore. A música contém uma amostra proeminente da música "Edge of Seventeen" de Stevie Nicks.
A música foi lançada como o terceiro single do álbum em 2001 e se tornou o quarto single número um do grupo nos EUA. Também alcançou o top-5 na Austrália, no Canadá e no Reino Unido. Um remix "Rockwilder" da música contou com Missy Elliott e apareceu na trilha sonora do musical Carmen: A Hip Hopera de 2001 e da coletânea This Is the Remix de 2002. Embora o termo "bootylicious" tenha sido usado pela primeira vez na música do rapper Snoop Dogg em 1992, a popularidade dessa música fez com que a gíria se popularizasse e foi adicionada ao Oxford English Dictionary (definido como "sexualmente atraente") em 2004.

## Antecedentes e composição
"Bootylicious" foi escrito e produzido por Beyonce Knowles, Rob Fusari e Falonte Moore, e foi gravado em Sugarhill Studios, Houston, e Sound on Sound Studios, em Nova York. Há histórias divergentes sobre as origens da canção. De acordo com Knowles, ela foi inspirada a escrever a música em um voo para Londres ou Japão, enquanto ela estava ouvindo o riff de guitarra da música de Stevie Nicks "Edge of Seventeen", que lembrou-lhe uma "mulher voluptuosa". Segundo Fusari, ele queria construir uma faixa em uma amostra do "Eye of the Tiger" do Survivor. Incapaz de localizar a música, ele escolheu amostra "Edge of Seventeen" em vez disso. Ele queria reproduzir o próprio riff de guitarra elétrica, no estúdio para não perder royalties, mas o gerente do grupo Mathew Knowles (pai de Beyoncé) não o deixaria fazer isso. Ele teria dito mais tarde Fusari em resposta às afirmações de Beyoncé de escrever a canção, "As pessoas não querem ouvir sobre Rob Fusari, produtor de Livingston, NJ. Sem ofensa, mas isso não é o que vende registros. O que vende registros é que as pessoas acreditam que O artista é tudo." Kelly Rowland mencionou que "Bootylicious "é a canção a mais irritante da Destiny's Child, para ela desde que a ouviu se irritou muitas vezes. Rowland canta a maioria dos vocais principais na música, com seus dois versos principais, Knowles que conduzem chorus, e Michelle Williams que conduz a ponte.
De acordo com as partituras publicadas pela EMI Music Publishing, no Musicnotes.com, "Bootylicious" é uma música de R&B definida em tempo comum com um ritmo médio de hip-hop, de 104 batidas por minuto. Está escrito na chave de E minor (gravado em D♯ minor), e os vocais de Destiny's Child vão de G3 a B5.

## Remixes
Um remix de estilo hip hop (o "Rockwilder Remix") foi produzido por Rockwilder, Knowles e Missy Elliott. Esta versão foi emitida para os mercados urbanos, e tinha um hip-hop cultural com um vídeo musical para acompanhá-lo, em que Beyoncé usa um cinto que tem a palavra "Bootylicious" mal escrito como "Bootyliciuos", como apontado por Carson Daly em um Episódio de TRL.
Uma combinação dos vocais de R&B desta canção e da música de grunge do ""Smells Like Teen Spirit" do Nirvana, é um dos exemplos mais conhecidos do gênero "bastard pop" ou "mashup", onde elementos de aparentemente incompatíveis das músicas são misturadas. Um mashup posterior usou a música de Stevie Wonder "Superstition" com o vocal "Bootylicious".

## Vídeoclipe

Cena do vídeo de "Bootylicious".

O videoclipe de "Bootylicious", dirigido por Matthew Rolston, mostrou o Destiny's Child executando passos da famosa performance de Michael Jackson , "Billie Jean", da especial Motown 25: Yesterday, Today, Forever. Durante o vídeo, movimentos de vários outros vídeos de Michael Jackson podem ser vistos, como partes da coreografia de "Thriller", "Beat It", "Bad", e "The Way You Make Me Feel". Movimentos de dança foram usados por Jackson durante performances de "They Don't Care About Us" também podem ser vistos.
Enquanto o grupo dança, as integrantes aparecem em vários trajes diferentes. Essas cenas são entrelaçadas com o grupo dançando na frente de uma trupe de dança feita de todos os meninos. A sequência de dança termina com um palco em forma de diamante onde o grupo aparece vestindo tops cor-de-rosa, enquanto os dançarinos aparece sem camisa, usando uma luva de Michael Jackson e calça que mostra sua cueca com "Destiny" na parte de trás. Stevie Nicks faz uma aparição no começo do vídeo da música. Solange Knowles, irmã de Beyoncé, também faz uma breve aparição no vídeo.
O clipe de música é apresentado na edição DualDisc do álbum #1's e como um vídeo aprimorado nas edições do Reino Unido e francês do single. O vídeo do "Rockwilder Remix", com Missy Elliott, está disponível no Single "Emotion Bootylicious Survivor - The Urban Remixes".

## Desempenho comercial
"Bootylicious" estreou no número 66 na Billboard Hot 100 em 9 de junho de 2001 e subiu para a sua posição de pico nove semanas depois, embora tenha permanecido no gráfico por mais dezenove semanas. Até hoje, esta continua sendo a última música de um girl group a liderar as paradas dos EUA. A música chegou ao número cinco na parada Hot 100 Airplay e número dois na parada Hot 100 Singles Sales, atrás de "Loverboy", de Mariah Carey.
No Reino Unido, "Bootylicious" foi lançado em 23 de julho de 2001 e estreou no segundo lugar no UK Singles Chart, atrás do single "Eternal Flame", da banda Atomic Kitten. Ele vendeu mais de 169.000 cópias e impulsionou o Survivor de volta ao topo do UK Album Chart.

## Performances ao vivo
O Destiny's Child abriu o 1º BET Awards com uma performance de "Bootylicious". Elas cantaram em ambos os shows do Michael Jackson: 30th Anniversary Special. De acordo com Kelly Rowland, ele gostou muito dessa música, e quando nos viu pela primeira vez, começou a cantar, e ficaram muito surpresas. Em 3 de fevereiro de 2013, Beyoncé cantou a música junto com Kelly e Michelle durante o show do intervalo do Super Bowl XLVII. Elas também cantaram "Single Ladies (Put a Ring on It)" de Beyonce.

## Impacto cultural
A canção criou uma controvérsia moderada, numa época em que o final da década de 1990 e início da década de 2000 (década) estava empurrando as fronteiras da sexualidade feminina. Destiny's Child estava alegando "diversão para adultos" e confiança na imagem corporal através das letras, mas o vídeo da música sugeriu muito mais com o grupo usando muita maquiagem, roupas justas, realizando danças sexualmente sugestivas, e o vídeo apresentando close-ups nas nádegas de vários dançarinos.
O grupo mais tarde tocou a música na frente de Jackson para seu show do 30º aniversário, completo com a interpretação de seus movimentos de dança. Antes da estreia do vídeo no Making the Video da MTV, as garotas dedicaram o vídeo a Michael Jackson.

## Créditos
- Kelly Rowland – Vocais, mixagem
- Beyoncé Knowles – Vocais, compositora, produção musical
- Michelle Williams – Vocais, mixagem
- Rob Fusari – escritor, produção
- Falonte Moore – escritor, produção
- Stevie Nicks – escritor
- Dan Workman – engenheiro
- Tony Maserati – mixagem
- Flip Osman – assistente de mixagem